# فابيان فرانك
فابيان فرانك (بالألمانية: Fabian Franke)‏ (7 مارس 1989 في ألمانيا - ) هو لاعب كرة قدم ألماني في مركز قلب الدفاع. لعب مع آر بي لايبزيغ وفيهين فيسبادن ونادي هامبورغ ونادي هامبورغ 2 ‏.

## وصلات خارجية
- فابيان فرانك على موقع قاعدة بيانات كرة القدم.إي يو (الإنجليزية)
- فابيان فرانك على موقع بيانات كرة القدم. دي إي (الألمانية)
- فابيان فرانك على موقع Soccerway.com (الإنجليزية)
- فابيان فرانك على موقع عالم كرة القدم.نت (الإنجليزية)